# Mercedes de Jesús Molina
Chân phước Mercedes de Jesús Molina (Maria Mercedes de Jesus Molina y Ayala; 24 tháng 9 năm 1828 - 12 tháng 6 năm 1883) là một Chân phước của Giáo hội Công giáo Rôma đến từ Baba, Ecuador. Bà là một nhà truyền giáo đã sử dụng hết phần đời của mình cho việc chăm sóc trẻ em bị bỏ rơi và thành lập Dòng các Nữ tu Mariana de Jesús. Bà được Giáo hoàng Gioan Phaolô II phong chân phước vào ngày 1 tháng 2 năm 1985.

## Tiểu sử
Mercedes de Jesús Molina sinh ngày 24 tháng 9 năm 1828 tại Baba, tỉnh Los Ríos, Ecuador. Bà là con gái của Miguel Molina y Arbeláez và Rosa Ayala y Aguilar. Sau cái chết của cha, hai năm sau, Mercedes và mẹ bà chuyển đến Guayaquil. Sau đó, năm 15 tuổi, mẹ của Mercedes qua đời. Một cú té ngựa tồi tệ đóng vai trò là một bước chuyển biến, khiến bà cải đạo sang Công giáo và tuyệt đối thành kính và sống khổ hạnh cách nghiêm túc. Từ đó, bà dành cả đời mình để chăm sóc trẻ em bị bỏ rơi. Bà đã làm điều này trong giai đoạn đầu với vai trò là mẹ và giáo viên cho trẻ mồ côi ở Guayaquil và sau đó ở Cuenca, nơi bà sống cùng một ngôi nhà với Thánh Narcisa de Jesús. Sau đó, Mercedes tình nguyện phục vụ các tu sĩ Dòng Tên để hỗ trợ việc cải đạo các dân tộc Jivaroan. Sau khi những người truyền giáo phải từ bỏ lãnh thổ truyền giáo, Mercedes định cư ở Riobamba. Tại đây, bà đã quyết định khấn nghèo đói và vâng phục và thành lập các Nữ tu Mariana de Jesús, được đặt theo tên thánh Mariana de Jesús, ngày 14 tháng 4 năm 1873. Dòng tu này chuyên chăm sóc các trẻ mồ côi, những người cải đạo và những phụ nữ được ra tù. Bà mất mười năm sau đó tại Riobamba vào ngày 12 tháng 6 năm 1883.